# Prosoplus subinterruptus
Prosoplus subinterruptus är en skalbaggsart som beskrevs av Stefan von Breuning 1969. Prosoplus subinterruptus ingår i släktet Prosoplus och familjen långhorningar. Inga underarter finns listade i Catalogue of Life.